# إعلان بوتسدام

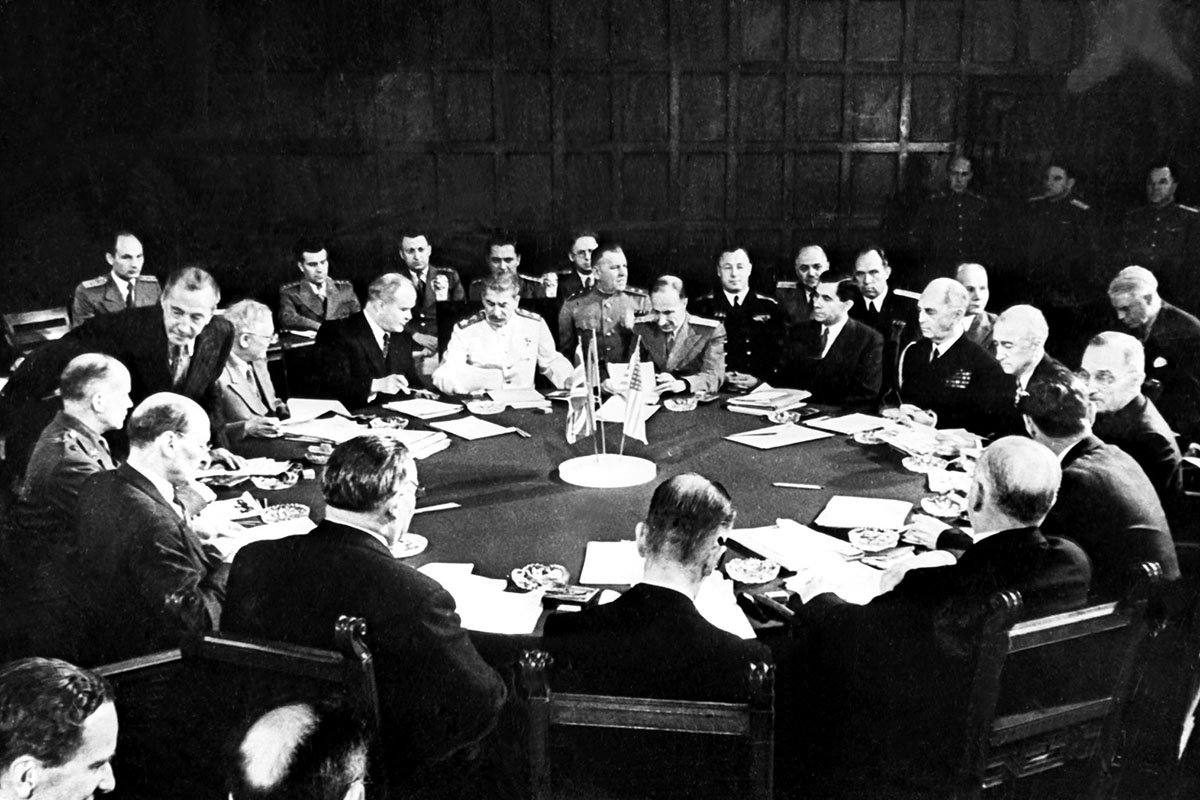
جلسة مؤتمر بوتسدام بما في ذلك كليمنت أتلي، وإرنست بيفين، وفياتشيسلاف ميخائيلوفيتش مولوتوف، وجوزيف ستالين (الزي الأبيض)، وويليام دي ليهي ، وجوزيف إي ديفيز ، وجيمس ف.بيرنز ، وهاري س.ترومان (يمين)

إعلان بوتسدام هو إعلان أعلنته قوات الحلفاء بعد مؤتمر بوتسدام وكان نصه أن تستلم اليابان استسلاماً كاملاً بدون أي شروط، إلا أن رئيس الوزراء الياباني سوزوكي رفض هذا التقرير وتجاهله، فكان مُحتماً أن يتم إسقاط القنبلتين الذريتين على ناغازاكي وهورشيما. في 26 يوليو 1945، أصدر رئيس الولايات المتحدة هاري ترومان، ورئيس وزراء المملكة المتحدة ونستون تشرشل، ورئيس الصين شيانغ كاي شيك الوثيقة، التي حددت شروط الاستسلام لإمبراطورية اليابان، على النحو المُتفق عليه في مؤتمر بوتسدام. وذكر الإنذار أنه إذا لم تستسلم اليابان، فإنها ستواجه «تدميرًا فوريًا ومطلقًا».

## الشروط
في 26 يوليو، أصدرت الولايات المتحدة وبريطانيا والصين الإعلان الذي أعلنت فيه شروط استسلام اليابان، مع تحذير كإنذار أخير: «لن نحيد عنها. لا توجد بدائل. لن نتحمل أي تأخير». بالنسبة لليابان، حُدِّدت شروط الإعلان:
- القضاء على «سلطة ونفوذ أولئك الذين خدعوا وضللوا شعب اليابان في جميع الأوقات للشروع في غزو العالم»
- احتلال «نقاط في الأراضي اليابانية يٌحدّدها الحلفاء»
- أن «تقتصر السيادة اليابانية على جزر هونشو، هوكايدو، كيوشو، شيكوكو، والجزر الصغيرة التي نحددها» كما أعلن في إعلان القاهرة عام 1943.
- أن «يُسمح للقوات العسكرية اليابانية، بعد نزع سلاحها بالكامل، بالعودة إلى ديارها مع إتاحة الفرصة لعيش حياة سلمية ومنتجة».
- أننا «لا نعتزم استعباد اليابانيين كعرق أو تدميرهم كأمة، ولكن يجب تحقيق العدالة الصارمة لجميع مُجرمي الحرب، بمن فيهم أولئك الذين ارتكبوا القسوة على أسرانا»

من ناحية أخرى، قدم الإعلان ما يلي:
- «يجب على الحكومة اليابانية إزالة جميع العقبات التي تحول دون إحياء وتقوية الميول الديمقراطية بين الشعب الياباني. وسيتم إرساء حرية الكلام والدين والفكر، فضلاً عن احترام حقوق الإنسان الأساسية.»
- «يُسمح لليابان بالحفاظ على مثل هذه الصناعات التي ستدعم اقتصادها وتسمح بالتعويضات العينية العادلة، ولكن ليس تلك التي من شأنها أن تُمكّنها من إعادة التسلح من أجل الحرب. وتحقيقاً لهذه الغاية، فإن الوصول إلى المواد الخام، بخلاف التحكم فيها، ويُسمح في نهاية المطاف بالمشاركة اليابانية في العلاقات التجارية العالمية».
- «ستنسحب قوات الحلفاء المحتلة من اليابان بمُجرد تحقيق هذه الأهداف، ويتم إنشاء حكومة ذات نزعة سلمية ومسئولة، وفقًا للإرادة التي أعرب عنها بحرية الشعب الياباني.»

وجاء ذكر «الاستسلام غير المشروط» في نهاية الإعلان:
- «ندعو حكومة اليابان إلى إعلان الاستسلام غير المشروط لجميع القوات المسلحة اليابانية، وتقديم ضمانات مُناسبة وكافية لحسن نيتها في مثل هذا العمل. البديل لليابان هو التدمير الفوري والمُطلق.»

## أُنظر أيضاً
- الأمر العام رقم 1